# کلیر دود
کلیر دود (انگلیسی: Claire Dodd؛ ۲۹ دسامبر ۱۹۱۱ – ۲۳ نوامبر ۱۹۷۳) بازیگر اهل ایالات متحده آمریکا بود.
از فیلم‌ها یا برنامه‌های تلویزیونی که او در آن نقش داشته است، می‌توان به این همان شب است و جشن فوتلایت اشاره کرد.